# Freezer Bowl
Der Freezer Bowl (dt.: Gefrierfach-Spiel) ist die inoffizielle Bezeichnung für das am 10. Januar 1982 ausgetragene American-Football-Endspiel der American Football Conference der National Football League zwischen den San Diego Chargers und den Cincinnati Bengals im Riverfront Stadium der Bengals, das bei einer Lufttemperatur von −22 Grad Celsius und bei einem Windchill von −51 Grad Celsius stattfand. Nach Windchill gerechnet ist es das bislang kälteste NFL-Spiel.

## Vorgeschichte
Die Bengals hatten in der regulären Saison 12 ihrer 16 Saisonspiele gewonnen und hatten im ersten Playoff-Spiel der Vereinsgeschichte die Buffalo Bills knapp mit 28-21 besiegt. Die Chargers (10 Saisonsiege) hatten in der 1. Runde die Miami Dolphins auswärts mit 41-38 nach Verlängerung niedergerungen (das Spiel ging als „The Epic in Miami“ in die Historie ein), wobei es sich bei einer Lufttemperatur von 30 Grad Celsius und fast 100 % Luftfeuchtigkeit um eines der heißesten NFL-Playoffspiele überhaupt handelte. Obwohl die Bengals die Chargers in der regulären Saison klar mit 40-17 besiegt hatten, rechnete man allgemein mit einem engen Spiel.
In der Woche vor dem Spiel gab es einen großen Schneesturm über der Hudson Bay. Aufgrund eines extremen Tiefdruckgebietes über Nordost-Amerika wurden Böen aus diesem Hurrikan 2.500 Kilometer über die Grenze nach Cincinnati gesogen. Mit 70 km/h bliesen sie durch das Stadion und kühlten den ohnehin kalten Spieltag (−22 Grad Celsius) durch den Windchill auf gefühlte −51 Grad Celsius herunter.
Vor dem Spiel schwor Bengals-Coach Forrest Gregg (der selbst im ähnlich kalten Ice Bowl 1967 mitgespielt hatte) sein Team ein, dieses Spiel wie einen Besuch beim Zahnarzt zu behandeln: „Es wird wehtun, aber wir müssen trotzdem dahin.“ Bengals-Runningback Hank Bauer meinte, dass beim Herausgehen die Kälte einen „wie 100 Messer“ niederstreckte. Mehrere Teamkollegen trugen Ohrenschützer und/oder Gesichtsmasken, doch manche verzichteten völlig auf Wärmeschutz: Sie argumentierten, dass es so kalt sei, dass ohnehin jeder Schutz (Pullover, dicke Handschuhe, lange Unterhosen etc.) zwecklos sei, sodass sie das ganze Spiel mit nackten Oberarmen und nur in normalen Hosen bestritten, nur mit einer dünnen Schicht Vaseline über den Armen. Bengals-Guard Jack Lapham trug über seinen Socken jeweils eine Plastiktüte und ein weiteres Paar Socken.

## Spiel
Von Anfang an ließen die Hausherren aus Cincinnati den Gästen aus San Diego keine Chance. Nach einem Field Goal von Kicker Jim Breech und einem Touchdown-Wurf von Quarterback Ken Anderson auf Tight End M.L. Harris führten die Bengals schnell mit 10-0. Chargers-Quarterback Dan Fouts konterte mit einem langen Touchdown-Pass auf Tight End Kellen Winslow, aber im nächsten Angriff der Chargers unterlief Fouts eine Interception, die mehrere Spielzüge später Cincinnati-Runningback Pete Johnson zu einem weiteren Touchdown nutzte. Nach einem weiteren Breech-Field Goal und einem Touchdown von Tight End Don Bass hatten die Bengals mit 27-7 gewonnen.
Ein wichtiger Faktor war die unterschiedliche Offense-Philosophie der Teams. Während die Chargers auf lange Würfe setzten – die bei Böen von 70 km/h und einer kalten, schweren Luft schwierig waren – waren die Bengals auf kurze, schnelle Spielzüge spezialisiert, die bei schlechtem Wetter einfacher umzusetzen sind. Manche Journalisten wiesen später darauf hin, dass die Chargers eine Woche zuvor bei 30 Grad Celsius Hitze gespielt hatten und auf den Kälteschock auf gefühlte −51 Grad Celsius besonders schlecht reagierten.
Da der Boden völlig vereist war, froren den Spielern die Füße ein. Wenn ein Spieler nach einem Tackling zu Boden ging, schlug er „wie auf Beton“ auf. Auf eine andere Art litt Bengals-Kicker Breech, der fünf erfolgreiche Field Goals bzw. Point-After-Touchdown-Kicks trat: Durch die Kälte war der Football so hart, dass dieser sich „wie ein Ziegelstein“ anfühlte und er tagelang an einer dicken Schwellung am Schussfuß litt.
Auffällig waren die unterschiedlichen Leistungen der Quarterbacks. Während Ken Anderson (Bengals) – der amtierende Most Valuable Player – 161 Yards Raumgewinn erzielte, 14 seiner 22 Würfe erfolgreich waren und er zwei Touchdowns erzielte (keine Interception), warf sein Pendant Dan Fouts zwar für 185 Yards, komplettierte aber nur 15 seiner 28 Würfe und erlitt zwei Interceptions bei nur einem Touchdown. Fouts hatte das ganze Spiel über Schwierigkeiten, den Football zu greifen (er hatte auf Handschuhe verzichtet, weil er nicht damit werfen konnte) und berichtete später, dass er „seinen Helm nicht mehr vom Kopf kriegte, weil er festgefroren war“. Anderson profitierte von seinen großen Händen, mit denen er das Ei leichter packen konnte und von seiner Fähigkeit, mit fast steifen Händen das Ei mit dem nötigen Drall zu werfen, damit er ruhig durch die Luft fliegt. Fouts gab später zu, Anderson „voller Respekt“ zugesehen zu haben.

### Scoring
- CIN 3:SD 0 – CIN Field Goal von Jim Breech aus 31 Yards
- CIN 10:SD 0 – CIN Touchdown von M.L. Harris nach 8-Yard-Wurf von Ken Anderson (Kick von Jim Breech erfolgreich)
- CIN 10:SD 7 – SD Touchdown von Kellen Winslow nach 33-Yards-Wurf von Dan Fouts (Kick von Rolf Benirschke erfolgreich)
- CIN 17:SD 7 – CIN Touchdown von Pete Johnson nach 1-Yards-Run (Kick von Jim Breech erfolgreich)
- CIN 20:SD 7 – CIN Field Goal von Jim Breech aus 38 Yards
- CIN 27:SD 7 – CIN Touchdown von Don Bass nach 3-Yards-Wurf von Ken Anderson (Kick von Jim Breech erfolgreich)

### Schiedsrichter
Geleitet wurde das Spiel von Referee Fred Silva, Umpire Art Demmas, Head Linesman Burl Toler und den vier Judges Walt Peters, Dave Parry, Jim Poole und Bob Lewis. Demmas und Parry schlichen bei jedem Timeout zu einem kleinen offenen Ofen und bemerkten gar nicht, dass die Flammen ihnen die Haare und Teile der Kleidung verbrannten. Den Referees war so kalt, dass sie am Ende Müllsäcke zerschnitten, mit Vaseline einschmierten und in mehreren Lagen um ihre Körper wickelten. NFL-Supervisor Art McNally bot ihnen an, reihum „mehrere Spielzüge auszusetzen“, was aber letztendlich keiner in Anspruch nahm.

### Zuschauer
Die 46.302 Zuschauer im Riverfront Stadium hatten es ebenfalls schwer. Die Kälte ließ Autobatterien gefrieren, mitgebrachte Thermoskannen zerbarsten, die Halbzeitshow fiel aus, und der für gewöhnlich bei einem AFC-Endspiel blühende Schwarzmarkt war so ausgedünnt, dass Karten für lediglich zehn Dollar den Besitzer wechselten.

## Konsequenzen
Spieler auf beiden Seiten zogen sich Erfrierungen bzw. Frostbeulen zu. Kellen Winslow meint, bis heute „am großen Zeh und im rechten Daumen“ kältegeschädigt zu sein.
Die Bengals bestritten wenig später die Super Bowl XVI gegen die San Francisco 49ers, wo sie mit 21-26 unterlagen.
Der „Freezer Bowl“ erreichte bei der Wahl zum „schlimmsten Wetter während eines NFL-Spiels“ von NFL.com Platz 4. Spielabsagen sind auch heute in der NFL unbekannt. Gespielt wird bei jedem Wetter.